# Mongkol Borei (Fluss)
Der Mongkol Borei ist ein Fluss im Westen Kambodschas. Er entspringt in der Provinz Chanthaburi in Thailand an der Grenze zu Kambodscha und fließt durch die Provinzen Battambang, wo er einen kleinen Teil der Grenze zur Provinz Pailin bildet, und Banteay Meanchey, wo er Grenzfluss zwischen den Distrikten Mongkol Borei und Preah Netr Prea ist, bis er zurück in der Provinz Battambang bei Prey Chas in den Sangke mündet. Er hat ein Einzugsgebiet von 4.444 km², davon 3.156 km² in Kambodscha, und ist über den Sangke ein wichtiger Zufluss des Sees Tonle Sap. Das Gebiet weist eine jährliche Niederschlagsmenge von ca. 1.500 mm auf, der durchschnittliche Abfluss wird auf 6.666 m³/s geschätzt. Die wichtigsten Nebenflüsse des Mongkol Borei sind der Sisophon, der Pheas, der Kampong Krasaing und der Svay Chek. Der Abschnitt nach dem Zusammenfluss mit dem Sisophon (amtlich Stung Serei Saophoan oder Stung Serei Sophorn) bis zur Mündung in den Sangke wird auch Sisophon statt Mongkol Borei genannt.
Die Roten Khmer zerstörten eine Brücke, die einst den Fluss überspannte.

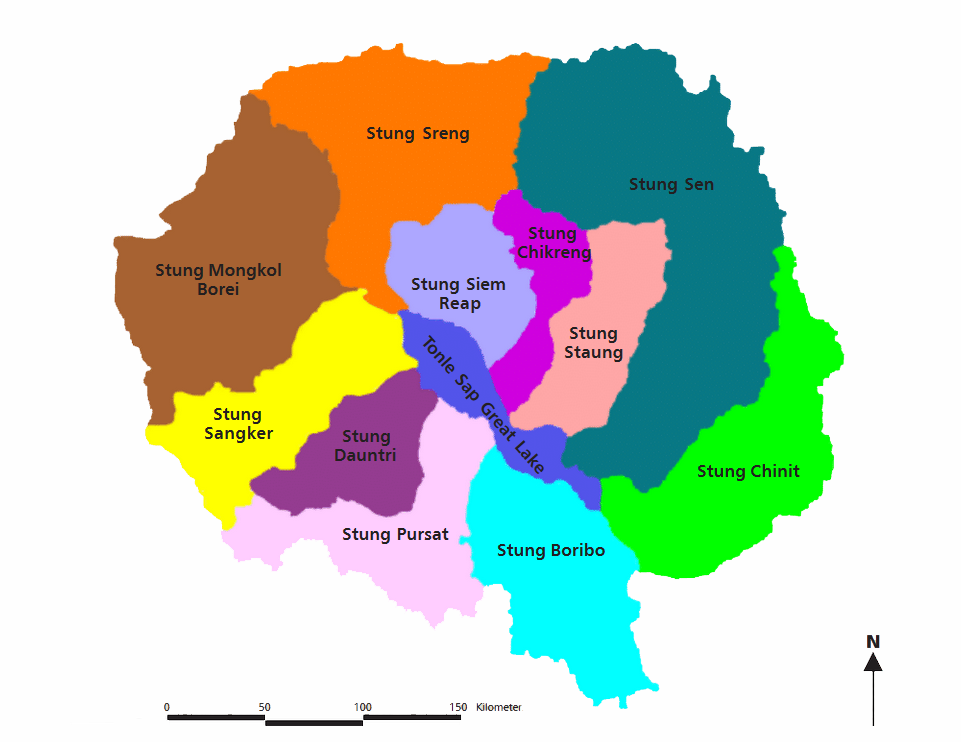
Die Subbecken der Flüsse rund um den Tonle-Sap-See